# هارولد گوگ
هارولد گوگ (به انگلیسی: Harold Gough) بازیکن فوتبال زادهٔ ۳۱ دسامبر ۱۸۹۰ اهل کشور انگلستان بود که سابقهٔ بازی در تیم ملی فوتبال انگلستان را در کارنامهٔ خود دارد. وی در تاریخ ۹ آوریل ۱۹۲۱ تنها بازی ملی خود را در مقابل تیم ملی فوتبال اسکاتلند انجام داد.